# Ixtacamaxtitlán
Ixtacamaxtitlán è una municipalità dello stato di Puebla, nel Messico centrale, il cui capoluogo è la località omonima.
Conta 25.326 abitanti (2010) e ha una estensione di 567,96 km². 	 	
Il significato del nome della località in lingua nahuatl è pianura e terra fertile nel mezzo delle mascelle, dove le mascelle alludono alle colline che dominano il paesaggio.